# Palazzo Tasso
Palazzo Tasso, nel XIX secolo di proprietà del conte Paolo Vimercati Sozzi, poi proprietà Lanfranchi, si trova in via Pignolo al civico 80 nella parte bassa della città di Bergamo. Fu edificato nel XVI secolo.

## Storia
Il palazzo fu edificato tra il 1480 e il 1520 da Domenico Tasso (1467-1538) figlio di Agostino, coniugato con Elisabetta Rota (1470-1553), e illustre rappresentante della famiglia Tasso, che fu insignito dal papa Giulio II nel 1512, del titolo di conte e cavaliere apostolico, grazie al servizio svolto nelle poste pontificie. Lo stemma posto sull'estremità dell'architrave del portone riporta le sue iniziali D T (Domenicus Tassus) con il cartiglio COMES ET EQUES. a indicarne il titolo di cavaliere e conte. I coniugi, nei primi anni del Cinquecento, avevano anche commissionato una cappella nella chiesa di Santo Spirito, ponendo lo stemma di famiglia su di una colonna esterna.

La famiglia era originaria di Cornello dei Tasso, piccola frazione in Val Brembana. Arricchitasi con il lavoro di servizio postale, si trasferì a Bergamo. I Tasso o Tassis abitarono il palazzo fino alla fine del 1700 ospitando due volte il poeta Torquato Tasso che restò sempre affezionato alla città orobica citandola in un sonetto e in alcune lettere private.
Nel secolo successivo i locali furono adibiti a scuole private, come il collegio femminile Marchiondi. Nel 1842 venne acquistato dal conte Paolo Vimercati Sozzi, milanese di nascita e uomo di cultura nonché antiquario. Lo stabile venne acquistato da Augusto Baldini per soddisfare il desiderio della figlia Anna sposata Triade di aprire una scuola di economia domestica attiva dal 1890. Il palazzo venne abitato anche da Guido Tadini e dalla famiglia Zineroni e visitato dal principe Alberto I di Thurn und Taxis di Ratisbona, discendente da un ramo dei Tasso, che unito con la famiglia Thurn - Della Torre - volle visitare i luoghi dove i suoi avi intrapresero l'attività di corrieri postali. Quando il palazzo venne acquisito da Giacinto Lanfranchi in alcuni locali venne allestita una esposizione di armi e armature antiche. Nel 1909, nel palazzo, nacque il musicista Gianandrea Gavazzeni.
Non è possibile risalire chi fosse l'architetto progettista, molti erano infatti attivi in quel tempo a Bergamo per la realizzazione dei palazzi sia in via Pignolo che da altre parti della città. Il palazzo doveva servire alla famiglia Tasso non solo come abitazione, ma anche come tappa della loro attività che non erano unicamente di servizio postale, ma anche di servizio viaggiatori da Bergamo a Venezia prevedendo diciotto stazioni di cui il palazzo era la quattordicesima..

## Descrizione
La facciata principale, leggermente curva seguendo l'andamento della strada, si affaccia su via Pignolo. Una lapide ricorda che il palazzo ha ospitato il poeta Torquato Tasso nelle sue due visite alla città. Il palazzo malgrado i numerosi restauri e adeguamenti mantiene le caratteristiche originali volute dalla famiglia Tasso.
L'ingresso principale è composto da un grande portale arcuato affiancato da due finestre rettangolari per lato. Il portale si presenta con contorno in bugne riquadrate con lo stemma del famiglia messo sulla sommità, con la raffigurazione dell'elmo con la celata e sei girali simmetrici con un putto che regge in una pano la spada e nell'altra il corno che raffigura il servizio postale.
Tre grandi finestre arcuate al piano superiore hanno i cornicioni in bugnato, mentre l'ultimo piano riprende le finestre squadrate.
Il palazzo anticamente aveva due entrate, quella nobile su via Pignolo, e quella che accede su via Santa Elisabetta, sicuramente precedente e che serviva all'attività postale della famiglia. Rimangono a testimonianza i sotterranei che hanno mantenuto l'aspetto originario, e che servivano per il riposo dei corrieri, dei viaggiatori, e dei cavalli: i Tasso infatti avevano impiantato un vero servizio postale e di trasporto..

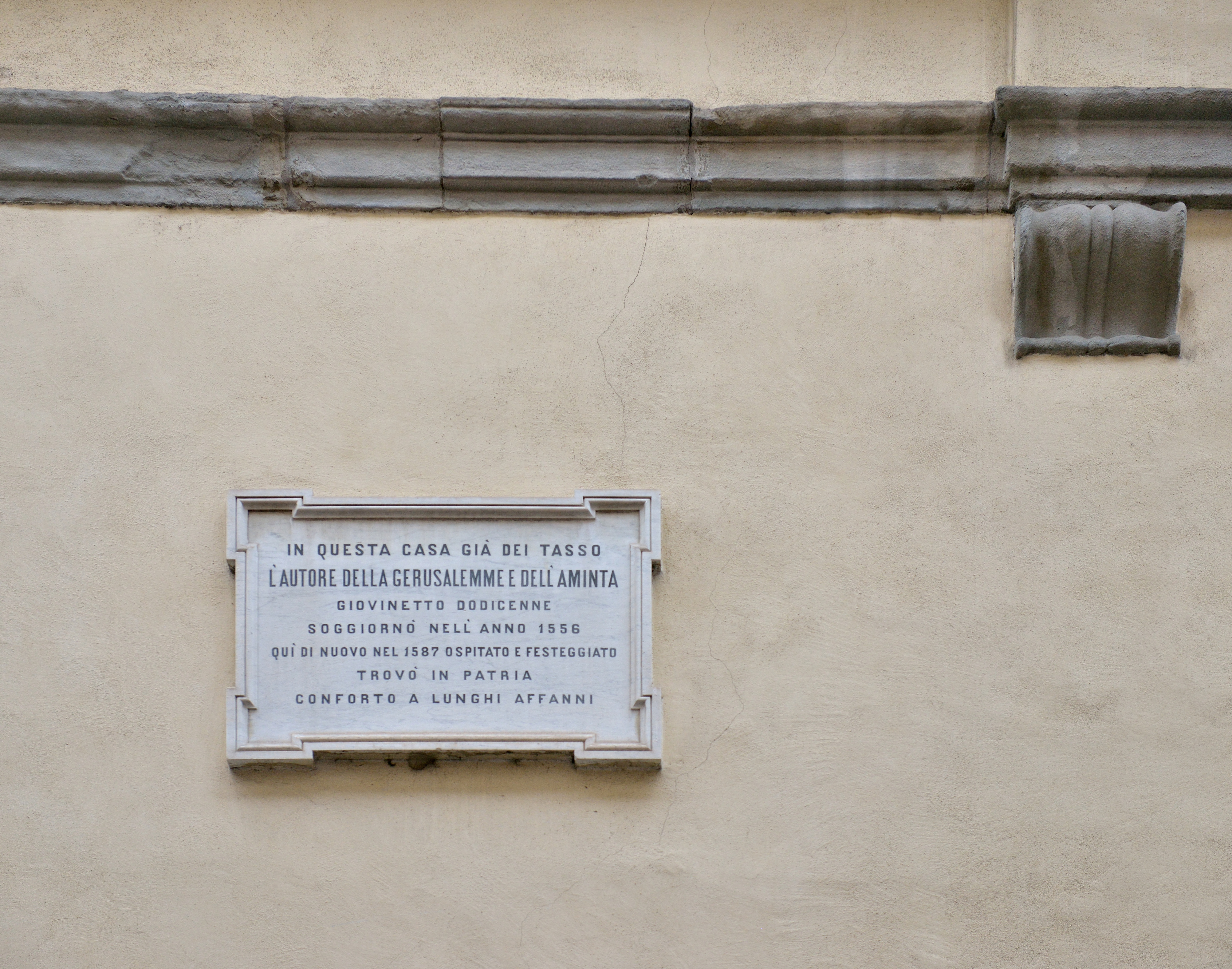
Epigrafe dedicata a Torquato Tasso

Dal portone si ha accesso al cortile interno: per tre lati vi è il porticato con volte a crociera dove colonne in pietra arenaria sorreggono il loggiato ad arcate corrispondenti al piano nobile; sul quarto lato vi è il muro che divide le proprietà con Palazzo Bassi Rathgeb. I piani successivi non sono identici, il lato ad ovest e quello a nord presentano finestre con una sagomatura a lunetta che si accompagna al tetto, mentre il lato ad est, quello verso via Pignolo, presenta due loggiati con colonne tipiche di alcuni palazzi veneziani e di alcune case nobili bergamasche presenti in Vertova, Gandino, e Gromo nel palazzo Milesi risalenti ai primi anni del '500.

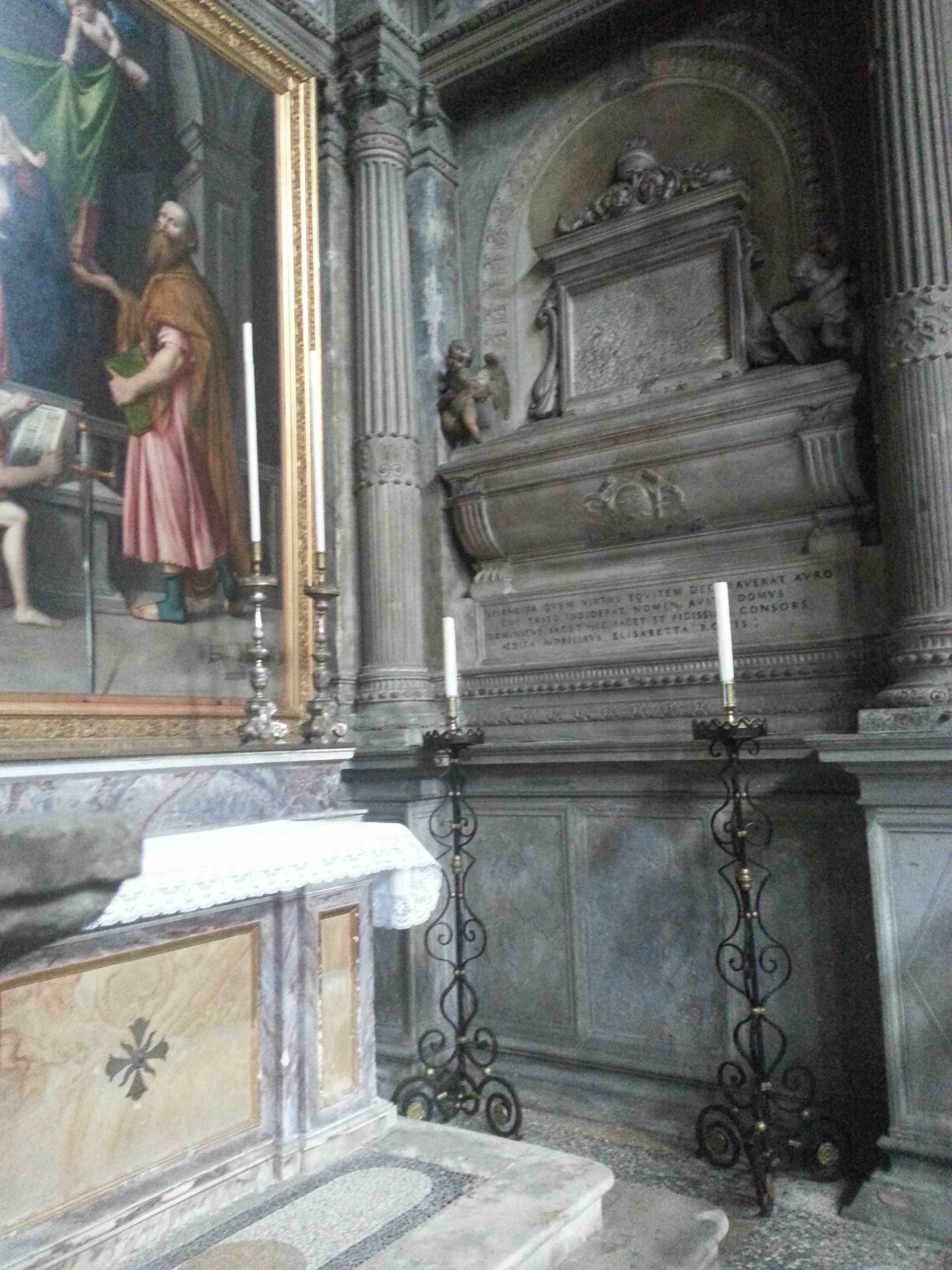
Monumento funebre Agostino e Caterina Tasso

Il corpo di fabbrica a ovest comprende un grande salone, quello di maggior rilievo dell'intero palazzo, con soffitto di travi decorate con formelle raffiguranti animali. Il fregio che lo adorna è una rappresentazione di figure danzanti che verrebbe attribuita a Lorenzo Lotto. Sulla parete vi erano diciotto quadri olio su tela, raffiguranti alcuni esponenti della famiglia Tasso. Proseguendo lungo il corridoio verso ovest vi sono tre sale realizzate nel XVII secolo con i soffitti decorati, nella sala centrale gli affreschi furono eseguiti da Domenico Ghislandi (padre del più famoso Giuseppe) in occasione della visita di Regina Cristina di Svezia, riportandone la dedica in obseguiunm Cristinae Svecorum Reginae datata 1679. La facciata posta verso il giardino è composta da un loggiato composto da quattro archi sul pianterreno, e otto al piano rialzato̠. Sull'architrave del portone con lo stemma della famiglia Tasso vi è la scritta COMES ET EQUESe le iniziali D.T., mentre un capitello delle colonne del giardino riporta la scritta ELISABETH ROTA UXORIS e lo stemma della famiglia Rota. Il giardino prosegue fino a via sant'Elisabetta.